# Spectrobates ehrendorferi
Spectrobates ehrendorferi is een vlinder uit de familie van de snuitmotten (Pyralidae). De wetenschappelijke naam van de soort werd voor het eerst geldig gepubliceerd in 1971 door Hans Malicky en Rolf-Ulrich Roesler.